# 马冲水库
马冲水库是中国湖北省襄阳市老河口市境内的一座水库，建于1977年。水库正常库容为1724万立方米，集雨面积为2.15平方千米，海拔为130米。